# Changchun Wuhuan Gymnasium
Changchun Wuhuan Gymnasium is een arena in de stad Changchun in China.
De arena wordt voornamelijk gebruikt voor sporten die binnen beoefend worden. Er is plaats voor 11.428 mensen en werd geopend in 1994. 
Tijdens de Aziatische Winterspelen 2007 vonden hier de openings- en sluitingsceremonie plaats. Tevens werden hier de wedstrijden van het kunstschaatsen en het shorttrack verreden.